# MT-LB
Een MT-LB (Многоцелевой Тягач Лёгкий Бронированный, Mnogotselevoy Tyagach Lekhko Bronirovannyi) is een in de Sovjet-Unie ontwikkeld lichtbewapend, multifunctioneel amfibisch gevechtsvoertuig met rupsbanden dat gebruikt kon worden voor personentransport en plaats bood aan 11 passagiers.
De MT-LB werd vanaf 1970 ingezet en gebouwd in een tractorfabriek in Charkov en in licentie in Polen en Bulgarije. De bewapening, een PK 7,62 mm-machinegeweer, was geplaatst in een kleine koepel rechts vooraan, die een schietbereik van 360° mogelijk maakte. De romp was bootvormig, met een opstaprand aan de vrij steile zijkanten en links en rechts schietpoorten.
Het voertuig werd gebruikt door de meeste voormalige Oostbloklanden en landen die vroeger deel uitmaakten van de Sovjet-Unie maar ook door Finland en Zweden. 
De MT-LB werden in grote getale ingezet tijdens de Russische invasie van Oekraïne in 2022. Midden juni 2024 waren er bewijzen van meer dan duizend vernietigde MT-LB.